# John Kolius
John Kolius, född den 1 april 1951 i Houston, Texas, är en amerikansk seglare.
Han tog OS-silver i soling i samband med de olympiska seglingstävlingarna 1976 i Montréal.